# CoffeeScript
CoffeeScript ([’kɔ:fɪ skrɪpt]; кофі скрипт) — мова програмування, що транслюється в JavaScript. CoffeeScript додає синтаксичний цукор у дусі Ruby, Python і Haskell для того, щоб покращити читання коду і зменшити його розмір. В середньому для виконання однакових дій на CoffeeScript потрібно в два рази менше рядків, ніж JavaScript.
JavaScript код, який компілюється з CoffeeScript повністю проходить перевірку JavaScript Lint [Архівовано 4 липня 2012 у Wayback Machine.].

## Історія
Спочатку компілятор був написаний на Ruby, але у версії 0.5, яка вийшла 21 лютого 2010, компілятор був реалізований на CoffeeScript. CoffeeScript був радо прийнятий в Ruby спільноті. В вебфреймворку Ruby on Rails версії 3.1, CoffeeScript замінив JavaScript.

## Приклади

### Змінні
CoffeeScript:
```
age
  
=
 
2

male
 
=
 
true

name
 
=
 
"Христина"

```

JavaScript:
```
var
 
age
 
=
 
2
,

   
male
 
=
 
true
,

   
name
 
=
 
"Христина"
;

```

### Функції
CoffeeScript:
```
say
 
=
 
(
speech
)
 
->
 

  
alert
 
speech

say
(
"Привіт всім!"
)

```

JavaScript:
```
var
 
say
 
=
 
function
(
speech
)
 
{

  
alert
(
speech
);

};

say
(
"Привіт всім!"
);

```

### Класи і об'єкти
CoffeeScript:
```
class
 
Human

  
constructor
 
:
 
(@name) ->

class
 
Baby
 
extends
 
Human

  
say
   
:
 
(msg) ->
 
alert
 
"
#{
@name
}
 говорить '
#{
msg
}
'"

  
sayHi
 
:
 
->
 
@say
(
'Уууу!'
)

matt
 
=
 
new
 
Baby
(
"Марія"
)

matt
.
sayHi
()

```

Аналог на JavaScript (саме аналог, а не результат компіляції):
```
function
 
Human
(
name
)

{

  
this
.
name
 
=
 
name
;

}

function
 
Baby
(
name
)

{

  
Human
.
call
(
this
,
 
name
);

}

Baby
.
prototype
 
=
 
Object
.
create
(
Human
.
prototype
);

Baby
.
prototype
.
say
 
=
 
function
(
msg
)

{

  
alert
(
this
.
name
 
+
 
' говорить '
 
+
 
msg
);

};

Baby
.
prototype
.
sayHi
 
=
 
function
()

{

  
this
.
say
(
'Уууу!'
);

};

Baby
.
prototype
.
constructor
 
=
 
Baby
;

var
 
matt
 
=
 
new
 
Baby
(
"Олена"
);

matt
.
sayHi
();

```

Примітка: в JavaScript при роботі з «класами» (конструктор + прототипи + функції для наслідування і змішування) часто використовують обгортки (MooTools, AtomJS та інші).
Аналогія на JavaScript з класовою обгорткою AtomJS:
```
var
 
Human
 
=
 
Class
({

  
initialize
 
:
 
function
(
name
)
 
{

    
this
.
name
 
=
 
name
;

  
}

});

var
 
Baby
 
=
 
Class
({

  
Extends
 
:
 
Human
,

  
say
 
:
 
function
(
msg
)
 
{

    
alert
(
this
.
name
 
+
 
' говорить '
 
+
 
msg
);

  
},

  
sayHi
 
:
 
function
()
 
{

    
this
.
say
(
'Уууу!'
);

  
}

});

var
 
matt
 
=
 
new
 
Baby
(
"Олена"
);

matt
.
sayHi
();

```

Приклад класу CoffeeScript з різними видами властивостей.
```
class
 
Test

  
say
   
=
 
(msg) ->
 
alert
 
msg
       
# приватний метод

  
@echo
 
=
 
(msg) ->
 
console
.
log
 
msg
 
# статичний метод, записаний в Test

  
setHi
 
:
 
(msg) ->
                 
# динамічний метод, записаний в Test.prototype

    
@hi
 
=
 
->
 
msg
                   
# динамічний метод, записаний в екземпляр Test

```

## Цікаві факти
Так як компілятор CoffeeScript написаний на самому CoffeeScript, ви можете випробувати його онлайн на офіційному сайті, при цьому, на відміну від Try Ruby [Архівовано 23 липня 2012 у Wayback Machine.], асинхронних запитів відбуватися не буде, оскільки код компілюється безпосередньо в вашому браузері.